# Dorian van Rijsselberghe
Dorian van Rijsselberghe, né le 24 novembre 1988 à Den Burg, est un véliplanchiste néerlandais. Il a obtenu le titre de champion du monde en 2011 et en 2018 et il a remporté le titre olympique aux Jeux olympiques de Londres 2012 et à Rio.

## Carrière
Van Rysselberghe a obtenu son premier titre majeur en décembre 2011, il a décroché le titre de champion du monde à Perth (Australie. 

### Jeux olympiques d'été de 2012
Il a participé aux Jeux olympiques d'été de 2012 en tant que porte-drapeau de la délégation néerlandaise. Le dimanche 5 août 2012, il obtient au large des côtes anglaises de Weymouth l'or olympique dans l'épreuve du RS:X.

## Palmarès
- Troisième des championnats du monde 2009 à Weymouth ( Angleterre)
- Champion du monde en 2011 à Perth ( Australie)
- Champion olympique aux Jeux olympiques de Londres 2012